# Estudis romans d'Orient

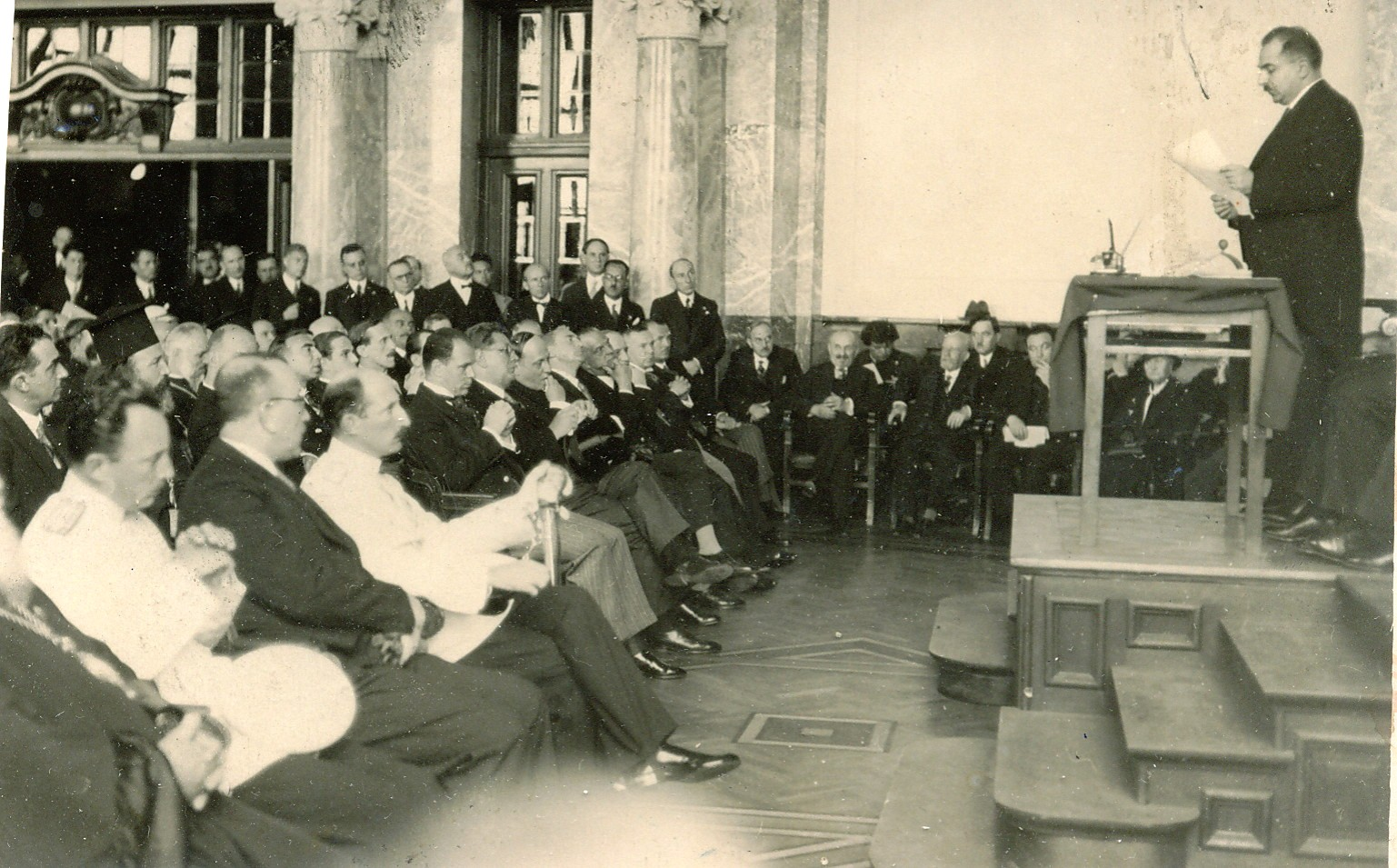
Sessió d'obertura del IV Congrés Internacional d'Estudis Bizantins a l'Aula de la Universitat de Sofia (1934)

Els estudis romans d'Orient estudis bizantins, estudis de bizantí o bizantinística són una branca interdisciplinària de les humanitats que tracta de la història, la cultura, la demografia, la vestimenta, la religió, l'art, la literatura, la música, la ciència, l'economia, les monedes i la política de l'Imperi Romà d'Orient, conegut igualment pel nom anacrònic de Imperi Bizantí. Els especialistes en aquest camp s'anomenen bizantinistes. Es considera que el fundador de la disciplina al Sacre Imperi Romanogermànic fou el filòleg Hieronymus Wolf, un humanista del Renaixement. Encunyà el nom de bizantí per referir-se a l'Imperi Romà d'Orient que perdurà després de la caiguda de l'Imperi Romà d'Occident el 476 (dissolt formalment el 480). Aproximadament un segle després de la conquesta final de Constantinoble pels otomans, Wolf començà a recopilar, editar i traduir els escrits dels filòsofs romans d'Orient. Altres humanistes del segle xvi portaren els estudis romans d'Orient a les Províncies Unides i Itàlia.